# Трембле, Бернар де
Берна́р де Трамле́ (фр. Bernard de Tramelay; XI век, замок Трамле, Бургундия, — 16 августа 1153, Аскалон, Палестина) — 4-й великий магистр ордена Тамплиеров.

## Биография
Бернар был сыном Умбера, сеньора замка Трамле в окрестностях Сен-Клода, в горах Юра. Он был избран великим магистром тамплиеров в июне 1151 после отречения Эврара де Бара, который вернулся во Францию после Второго крестового похода. Король Балдуин III Иерусалимский предоставил ему разрушенный город Газу, который Бернар перестроил для тамплиеров.
В 1153 году тамплиеры участвовали в осаде Аскалона — главного города государства фатимидов. Крепость в то время находилась под контролем Египта. Тамплиеры построили осадную башню, которая была сожжена египетских воинами. Ветер подхватил пламя, и часть стен Аскалона также сгорела.
По словам Вильгельма Тирского, рыцари ордена под предводительством Бернара де Трамле бросились через пролом в город без разрешения короля, поскольку не хотели делиться добычей с монархом. В итоге Бернар и около сорока его тамплиеров были убиты в схватке с солдатами более многочисленного египетского гарнизона. Их тела были выставлены на крепостных стенах, а головы были отправлены султану. Другие, более поздние источники говорят, что сведения Вильгельма Тирского были искажены, так как, возможно, атака тамплиеров была изначально запланирована самим королём.
Летописец Иоанн Дамаскин вообще не упоминает о тамплиерской атаке, рассказывая о падении Аскалона. Как бы там ни было, никем не оспаривается, что Бернар был убит и обезглавлен в ходе осады.
Через несколько дней Балдуин III Иерусалимский захватил крепость, а вскоре после этого тамплиеры избрали Андре де Монбара новым магистром.